# Matthew Beattie
Matthew "Matt" Beattie, född 14 december 1992 i Morristown, New Jersey, är en amerikansk före detta professionell ishockeyspelare.

## Extern länk
- Presentation och statistik för Matthew Beattie som spelare  på Elite Prospects.